# UiO-67
UiO-67是一种金属有机框架材料，化学式为C84H52O32Zr6，它由4,4'-联苯二甲酸的有机骨架链接锆结点而成。UiO为奥斯陆大学挪威语（Universitetet i Oslo）的缩写。它可由4,4'-联苯二甲酸和四氯化锆在N,N-二甲基甲酰胺溶剂中于120°C反应得到。它在氧气中于673 K分解，在氮气中于723 K分解，其热分解产物是ZrO2。它可用于催化、光催化等领域。